# Loveland (Ohio)
Loveland é uma cidade localizada no estado norte-americano de Ohio, no Condado de Clermont e Condado de Hamilton e Condado de Warren.

## Demografia
Segundo o censo norte-americano de 2000, a sua população era de 11.677 habitantes.
Em 2006, foi estimada uma população de 11.154, um decréscimo de 523 (-4.5%).

## Geografia
De acordo com o United States Census Bureau tem uma área de
12,1 km², dos quais 12,0 km² cobertos por terra e 0,1 km² cobertos por água.

## Localidades na vizinhança
O diagrama seguinte representa as localidades num raio de 12 km ao redor de Loveland.